# USS Gainard (DD-706)
O USS Gainard (DD-706) foi um Destroyer norte-americano que serviu durante a Segunda Guerra Mundial.

## Comandantes
| Comandante                | Data                                   |
| ------------------------- | -------------------------------------- |
| Cdr. Francis Joseph Foley | 23 de Novembro de 1944 - Junho de 1945 |